# ハロー人生!!
「ハロー人生!!」（ハローじんせい）は、エレファントカシマシの30枚目のシングル。2003年6月27日に東芝EMI/FAITHFUL.から発売。

## 概要
「俺の道」「生命賛歌」とシングル3枚同時発売で3枚ともカップリング曲は共通の「ろくでなし」でコピーコントロールCD。本楽曲のミュージック・ビデオは制作されていない。

## 収録曲
全編曲：エレファントカシマシ
1. ハロー人生!!（4：11）
  - 作詞・作曲：宮本浩次
2. ろくでなし（4：35）
  - 作詞・作曲：ガンダーラコンビネーション（石森敏行・宮本浩次）